# رایسلیپ منور
longitudeرایسلیپ منورlatitudeرایسلیپ منور
رایسلیپ منور (به انگلیسی: Ruislip Manor) (‎/ˈraɪslɪp/‎ RY-slip) یک ناحیه در بریتانیا است که در لندن واقع شده‌است.

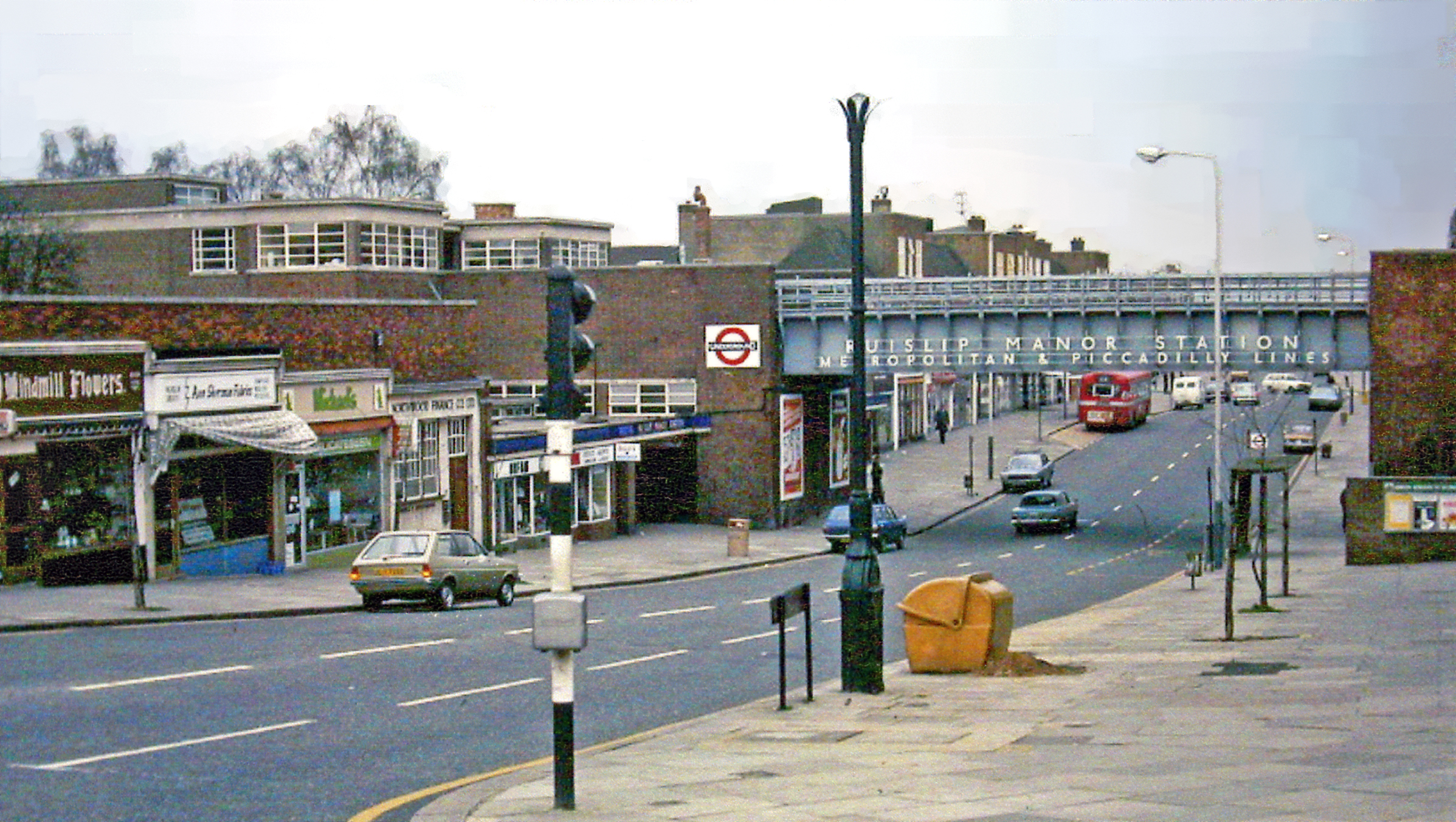
رایسلیپ منور و ایستگاه مترو - ۱۹۷۸